# Vimana

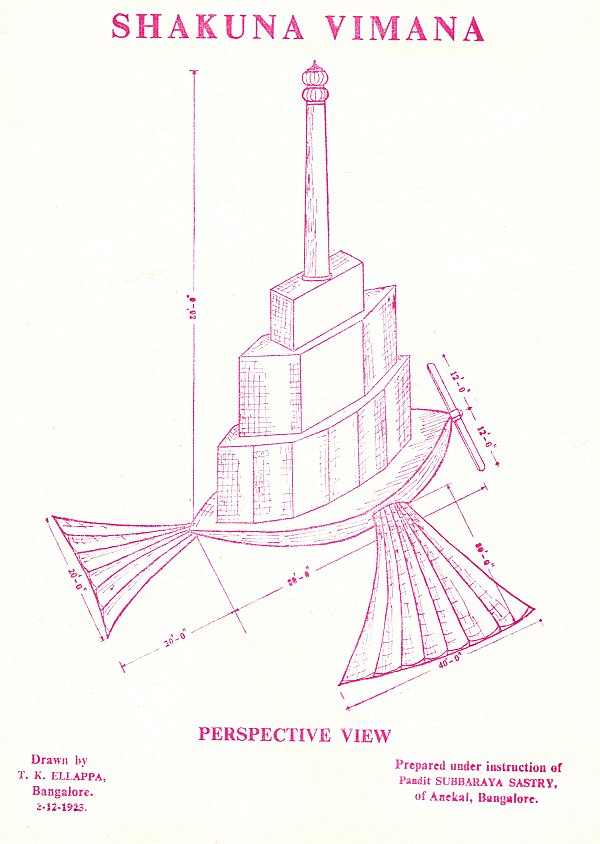
Una il·lustració del shakuna vimana que se suposa que volaria com un ocell, amb ales mòbils i cua

El vimana (en sànscrit: विमान vimāna) és un mític vehicle volador hinduista, descrit en l'antiga literatura de l'Índia. Es poden trobar referències sobre aquest artefacte ―fins i tot la seva utilització en la guerra― en textos hinduistes antics. Segons aquests textos, els vimanes, podien volar per l'aire fins a altres planetes.

## Relats en textos antics
En el Rigveda (el text més antic de l'Índia, de mitjan II mil·lenni aC) es diu que el déu del Sol viatja en un carruatge vimana lluminós (que és el mateix Sol). Altres déus volen en carruatges vimanes amb rodes, tirats per animals, generalment cavalls (encara que el carruatge del déu vèdic Pushan és tirat per cabres).
En el Majabhárata (c. segle III aC) no els anomena.
En el Ramaiana (c. segle III aC),
el Kirata aryuníia (c. segle VI dC), el Samarangana-sutradhara (c. segle XI) i el Bhágavata-purana (c. segle xii) es descriuen vimanes de diferents grandàries i formes, com un carro o carrossa dels déus, com un mític automòbil aeri, de vegades funcionant com un mer seient o tron fix, altres vegades movent-se per si mateix i transportant el seu ocupant a través de l'aire. Altres descripcions mostren el vimana més com una casa o palau (alguns textos n'esmenten un que tenia set pisos d'alçada).

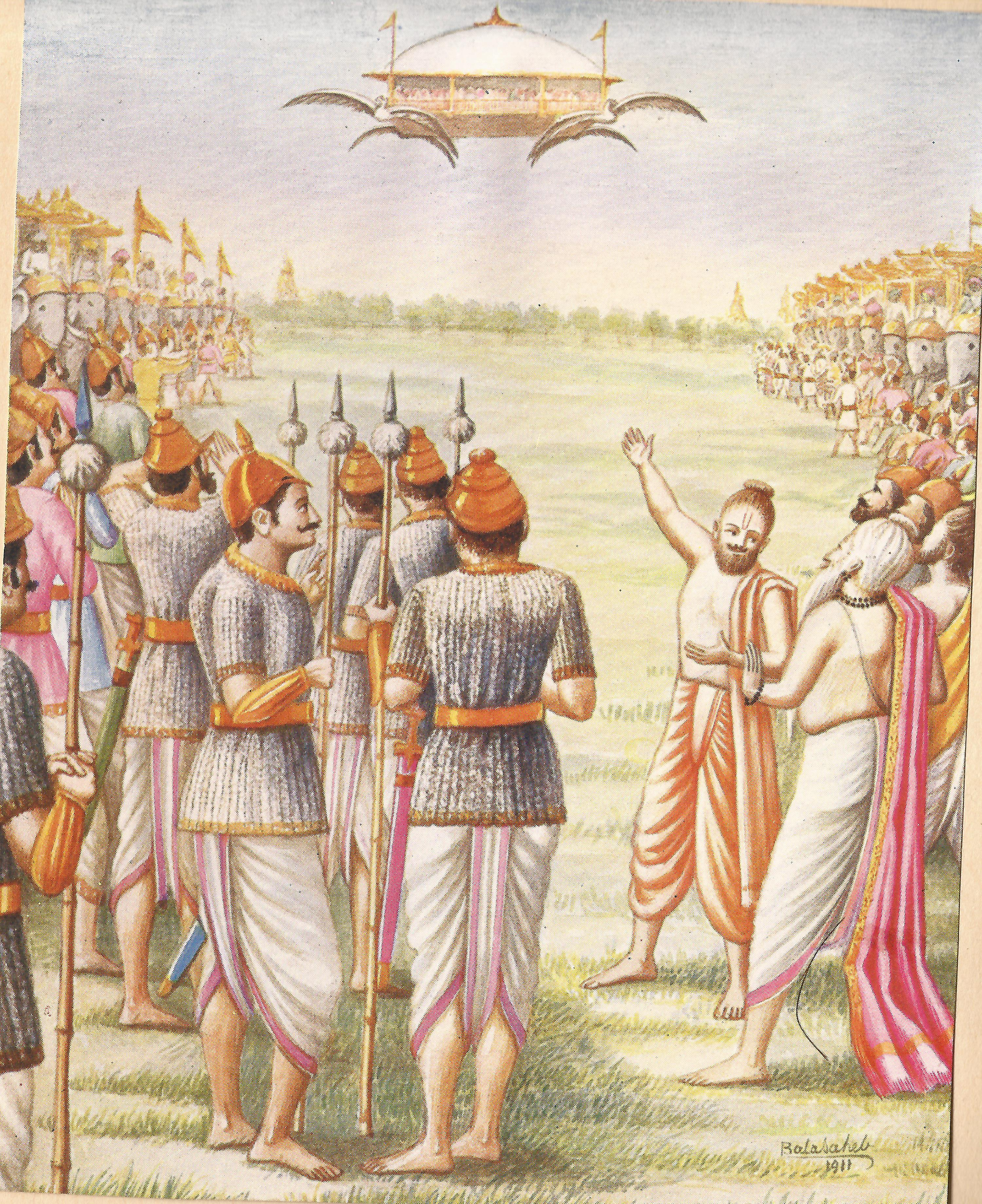
L'avió de flors (1916), il·lustració de Bala Sahib per al llibre Chitra Ramaiana. El rei Rama torna a la seva ciutat, Aiodia, muntat en un vimana construït amb flors

### Ramaiana
A les pàgines del Ramaiana ―gran poema èpic hinduista del segle III aC atribuït el poeta Valmiki― es troben al·lusions a carros voladors que haurien estat utilitzats en el curs de les guerres entre els déus del panteó hinduista. El dimoni Rávana posseïa un pushpaka (vimana de flors) amb el qual podia volar.

### Samarangana sutradhara
El Samara-angana-sutradhara és una obra enciclopèdica sobre l'arquitectura clàssica hinduista (vastu shastra) escrita per Paramara Bhoja de Dhar, que va viure entre el 1000 i el 1055 dC. En 83 capítols es tracten temes com el planejament urbanístic, l'arquitectura de cases i temples, l'escultura decorativa i mudras (diferents posicions de les mans i les cames), els cànons de la pintura artística i un capítol (el 31) dedicat a les iantras (‘màquines'). Aquest capítol dels iantras ha atret l'atenció de les pseudociències i la ufologia en particular. L'escriptor suís Erik von Daniken, en el seu llibre Erinnerungen an die Zukunft (Records del futur, de 1968) comenta: «En el Samarangana sutradhara hi ha capítols complets dedicats a descriure aeronaus que escupen foc i mercuri per la cua» (pàg. 72).

## Altres esments en textos sànscrits
- El nau-vimana que apareix en el Raghu-vamsa (16.68) podria ser un vimana amb forma de nau.
- Textos de l'Índia tardans: altres vehicles voladors; de vegades s'utilitza com una manera poètica d'esmentar vehicles comuns terrestres.
- En alguns llenguatges moderns de l'Índia ―per exemple en guyaratí― la paraula vimania significa ‘avió’.
- A principis del segle xx, un mèdium hinduista va escriure en sànscrit un text suposadament antic (encara que ple d'errors de concepte i anacronismes): el Vaimanika-shastra ('escriptura sobre els vimanas').